# Лыковы (отшельники)
Лыковы — семья старообрядцев, прожившая свыше 40 лет отшельниками в горах Абаканского хребта Западного Саяна.

## История семьи
До 1920-х годов в 150 километрах от города Абазы обитала небольшая старообрядческая община. В этой общине родился Карп Иосифович Лыков. В 1929 году шесть семей (из них три семьи братьев Лыковых: Степана, Карпа и Евдокима) ушли от Абазы ещё дальше в тайгу, в верховья реки Абакан, и поселились на её правом берегу, при впадении речки Каир-су. Это поселение получило название «Верхняя Кержакская заимка».
Осенью 1933 года в связи с коллективизацией всем проживающим на отдельных заимках было предложено объединяться в посёлки не менее десяти дворов. Но в случае Верхней Кержакской заимки дополнительных дворов взять было неоткуда, и обитателям заимки было предложено подобрать другое место жительства. Ранней весной 1934 года семья Карпа Лыкова, состоявшая тогда из трёх человек, ушла на Алтай, на реку Лебедь.
В начале 1937 года семью Карпа Лыкова на Лебеди посетили сотрудники НКВД, которые расспросили его об обстоятельствах гибели его брата Евдокима (он был убит в 1934 году сотрудниками Алтайского заповедника). После этого Карп Лыков решил спрятаться от властей и увёл семью обратно на разорённую и опустевшую к тому времени Верхнюю Кержакскую заимку.
В 1941 году, после начала Великой Отечественной войны, сотрудники НКВД стали настаивать на выселении Карпа Лыкова из тайги любыми средствами (к тому же по возрасту он подлежал призыву в армию). К Кержакской заимке был направлен отряд пограничников. Когда пограничники стали устраиваться на ночлег примерно в двух километрах от заимки, Карп заметил их и решил бежать с семьёй дальше в тайгу.
В 1946 году военные топографы обнаружили Лыковых вблизи реки Еринат, после чего туда был отправлен специальный отряд с целью их выселения, но найти семейство Лыковых им так и не удалось.
В 1958 году летом с Лыковыми случайно встретилась группа туристов. После этого на протяжении двадцати лет Лыковых не видел никто.
В 1953 году в перечне географических терминов хакасско-русского словаря упоминается «Лыков иб» — Заимка Лыковых (Таш.). Ныне это название кластерного участка заповедника Хакасский.
В 1978 году геологи случайно обнаружили Лыковых при обследовании реки Большой Абакан. История о семье отшельников, незнакомых с современной цивилизацией, получила огромный резонанс в советской прессе тех лет.

## Состав семьи
Жить отшельнической жизнью начали:
- Карп Осипович, (~1907 год — 16 февраля 1988 года) и его семья:
  - Акулина Карповна, жена (умерла от голода 16 февраля 1961 года);
  - Савин, сын (1926 год — 20 декабря 1981 года);
  - Наталия, дочь (1936 год — 30 декабря 1981 года).

В отшельничестве у Карпа Осиповича и Акулины Карповны родились:
- Дмитрий, сын (1942 год — 6 октября 1981 года);
- Агафья, дочь (17 апреля 1944 г. / 9 апреля 1945 г.[4] — настоящее время).

## Быт отшельников
Лыковы жили в построенной избушке на берегу горного притока реки Еринат.
Занимались охотой (огнестрельного оружия не имели; на тропах рыли ловчие ямы, при заготовке мяса на зиму его резали тонкими полосами и вялили на ветру), употребляли в пищу только парнокопытных животных, рыболовством (рыбу ели сырой, печёной в костре и сушили впрок), собирали грибы, ягоды, заготавливали кедровые орехи. На огороде выращивали картофель, репу, лук, горох, рожь, коноплю. Не знали хлеба. Все годы отшельничества у Лыковых не было соли, что, по их признанию, доставляло «истинное мучение».
Занимались прядением конопли и ткачеством для изготовления одежды, которая у Лыковых была домотканая и соткана на ручном ткацком станке. Летом ходили босые, зимой — в обуви из берёсты, позже из кожи, когда научились выделывать шкуры. Для добывания огня использовали кресало и кремень.

## Контакты с цивилизацией
Известность семье принесли статьи в газете «Комсомольская правда», написанные журналистом Василием Песковым, который с 1982 года часто приезжал к Лыковым. По результатам этих визитов им написана книга «Таёжный тупик», неоднократно переиздававшаяся и вышедшая на нескольких иностранных языках.
Наблюдения за семьёй с медицинской точки зрения проводил врач Игорь Павлович Назаров. В своей статье в газете «Труд» он высказал мнение, что причиной смерти Дмитрия, Савина и Наталии явилась слабость иммунитета Лыковых из-за отсутствия контактов с внешним миром, что привело к пневмонии при заражении от посетителей. Анализ крови Агафьи и Карпа Осиповича показал отсутствие антител к большинству болезнетворных вирусов. Впечатления о своих поездках в саянскую тайгу к отшельникам и о наблюдениях за их здоровьем Игорь Назаров изложил в написанной им книге «Таёжные отшельники» (книга издана в 2010 году по решению Президиума ООО «Российская академия естественных наук».)
Агафья, состоявшая по рождению в беспоповстве часовенного согласия, в 2011 году настоятелем оренбургского храма иереем Владимиром Гошкодереей была присоединена к РПСЦ.
К Рождеству Христову 2013 года ей была передана посылка с подарками (книги и календарь) от митрополита Московского и всея Руси Корнилия, предстоятеля Русской православной старообрядческой церкви. В апреле 2014 года митрополит Корнилий посетил отшельницу лично, совершив полёт на вертолёте из Горно-Алтайска.
Несмотря на труднодоступность территории, Агафью Лыкову регулярно посещают инспекторы заповедника и геологи.